# Volkmar von Bömeneburg
Volkmar von Bömeneburg († 1138) war ein Benediktinermönch und als Volkmar II. von 1129 bis zu seinem Tod Fürstabt von Corvey.

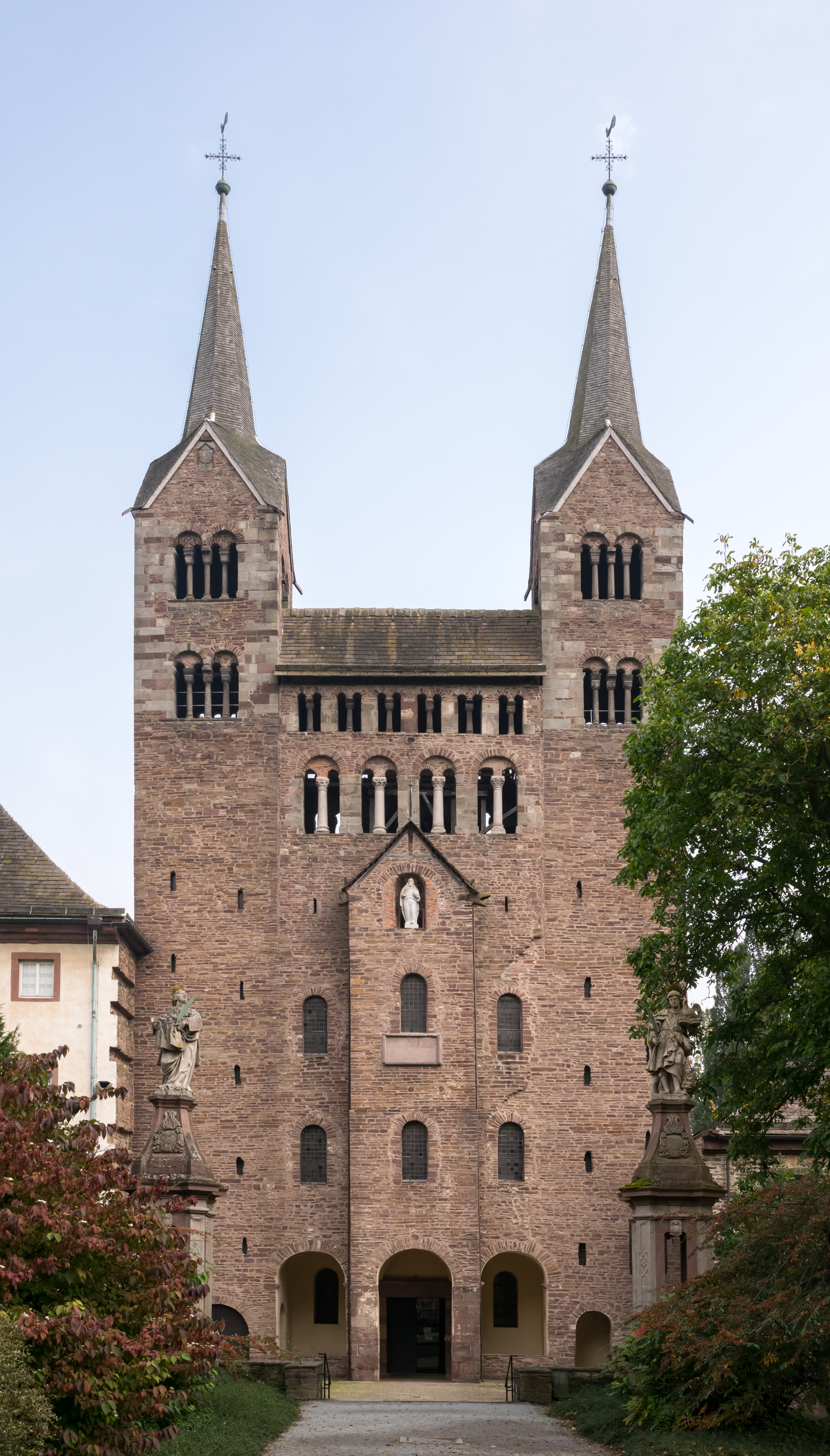
Die von Volkmar von Bömeneburg umgestaltete Westfassade der Abteikirche Corvey

## Leben
Abt Volkmar von Bömeneburg entstammte einer Nebenlinie des westfälischen Adelsgeschlechts Boyneburg. Der Chronistik zufolge war er „ein frommer und friedlich gesinnter Abt, der mit seinen Nachbarn, namentlich dem Bischof von Paderborn, in gutem Verhältniß lebte, und allem Volke theuer. Er liebte Gelehrsamkeit, beförderte die Schule, und verbesserte die Kirche und das Klostergebäude. Um die öffentlichen Angelegenheiten des Reichs kümmerte er sich weniger als sein Vorgänger, lebte aber mit dem Kaiser Lothar in gutem Einverständniß, der ihn von mehreren Eingriffen in die stiftischen Besitzungen befreite, und ebenso mit dem Papst.“
Zu den wichtigsten Baumaßnahmen von Abt Volkmar gehörte die Umgestaltung des karolingischen Westwerks der Abteikirche zu der heutigen Zweiturmfassade mit zwischengeschaltetem Glockengeschoss.